# Дональд Калпокас
Дональд Масіке Вануа Калпокас (англ. Donald Masike'Vanua Kalpokas, 23 серпня 1943) — прем'єр-міністр Вануату, політик, дипломат.

## Ранні роки
Народився 23 серпня 1943 року на острові Лелепа, Нові Гебриди. Здобувши середню освіту в школі Онесуа на острові Ефате та школі короля Георга VI в Хоніарі, вступив до викладацького коледжу в Окленді. У 1971–1974 роках навчався у Південнотихоокеанському університеті в Суві. У період з 1968 до 1976 року займався за дорученням Британської національної служби викладацькою діяльністю, у 1975–1976 роках викладав у британській середній школі. Пізніше Калпокас став засновником і першим президентом Асоціації викладачів, а також Культурної асоціації Нових Гебрид.

## Політична діяльність
1975 року Калпокаса вперше було обрано до першої Палати представників. У 1978–1979, 1979–1983 роках займав пост міністра освіти в уряді національної єдності й потім в уряді Волтера Ліні.
Разом з Волтером Ліні заснував партію Вануаку, що виступала за надання незалежності англо-французькому кондомініуму Нові Гебриди, проведення соціалістичної політики й підтримку переважно англомовного населення Вануату. 1983 року Калпокас став міністром закордонних справ країни, що стала незалежною 1980 року, однак за кілька місяців пішов у відставку. 1987 року знову був призначений міністром закордонних справ, залишаючись на цьому посту упродовж чотирьох років.
6 вересня 1991 року Калкокас і ще кілька членів партії Вануаку домоглись винесення вотуму недовіри прем'єр-міністру Волтеру Ліні. Після цього Калпокас зайняв пост прем'єр-міністра країни, залишаючись на ньому до нових парламентських виборів, на яких перемогу здобув Союз поміркованих партій.
У березні 1998 року, після парламентських виборів, що виявились вдалими для партії Вануаку та Національної об'єднаної партії на чолі з Ліні, обидві партії сформували коаліційний уряд, в якому Калпокас 30 березня 1998 року зайняв пости прем'єр-міністра й міністра закордонних справ Вануату. Однак лише за кілька місяців коаліція розвалилась, і Калпокас сформував нову коаліцію вже з Союзом поміркованих партій. Серед основних досягнень його уряду стали приватизація аеропортів і запровадження ПДВ в розмірі 12,5%. В листопаді 1999 року, перед загрозою винесення вотуму недовіри, Калпокас пішов з посту прем'єр-міністра.
2001 року він також залишив пост лідера партії Вануаку. В серпні 2004 року претендував на місце прем'єр-міністра, отримавши в першому колі голосування 26 голосів, однак у подальшому не зміг заручитись необхідною підтримкою. В листопаді 2007 року Калпокас був призначений постійним представником Вануату в ООН, а також послом країни у США.